# Line of Duty/Episodenliste
Diese Episodenliste enthält alle Episoden der britischen Krimiserie Line of Duty sortiert nach der britischen Erstausstrahlung. Die Fernsehserie umfasst derzeit sechs Staffeln mit 36 Episoden.

## Übersicht
| Staffel | Episodenanzahl | Erstausstrahlung UK | Erstausstrahlung UK | Deutschsprachige Erstausstrahlung | Deutschsprachige Erstausstrahlung |
| Staffel | Episodenanzahl | Staffelpremiere     | Staffelfinale       | Staffelpremiere                   | Staffelfinale                     |
| ------- | -------------- | ------------------- | ------------------- | --------------------------------- | --------------------------------- |
| 1       | 5              | 26. Juni 2012       | 24. Juli 2012       | 7. November 2014                  | 21. November 2014                 |
| 2       | 6              | 12. Februar 2014    | 19. März 2014       | 28. November 2014                 | 12. Dezember 2014                 |
| 3       | 6              | 24. März 2016       | 28. April 2016      | 8. Dezember 2016                  | 12. Januar 2017                   |
| 4       | 6              | 26. März 2017       | 30. April 2017      | 1. September 2017                 | 1. September 2017                 |
| 5       | 6              | 31. März 2019       | 5. Mai 2019         | 7. Dezember 2019                  | 21. Dezember 2019                 |
| 6       | 7              | 21. März 2021       | 2. Mai 2021         | 1. Mai 2022                       | 1. Mai 2022                       |

## Staffel 1
Die Erstausstrahlung der ersten Staffel war vom 26. Juni bis zum 24. Juli 2012 auf dem britischen Fernsehsender BBC Two zu sehen. Die deutschsprachige Erstausstrahlung sendete der deutsche Pay-TV-Sender 13th Street vom 7. bis zum 21. November 2014.
| Nr. (ges.) | Nr. (St.) | Deutscher Titel             | Originaltitel | Erstausstrahlung UK | Deutschsprachige Erstausstrahlung (D) | Regie             | Drehbuch     |
| ---------- | --------- | --------------------------- | ------------- | ------------------- | ------------------------------------- | ----------------- | ------------ |
| 1          | 1         | Eine verhängnisvolle Affäre | Episode 1     | 26. Juni 2012       | 7. Nov. 2014                          | David Caffrey     | Jed Mercurio |
| 2          | 2         | Der Überfall                | Episode 2     | 3. Juli 2012        | 7. Nov. 2014                          | David Caffrey     | Jed Mercurio |
| 3          | 3         | In der Falle                | Episode 3     | 10. Juli 2012       | 14. Nov. 2014                         | David Caffrey     | Jed Mercurio |
| 4          | 4         | Terror                      | Episode 4     | 17. Juli 2012       | 14. Nov. 2014                         | Douglas Mackinnon | Jed Mercurio |
| 5          | 5         | Die Bewährung               | Episode 5     | 24. Juli 2012       | 21. Nov. 2014                         | Douglas Mackinnon | Jed Mercurio |

## Staffel 2
Die Erstausstrahlung der zweiten Staffel war vom 12. Februar bis zum 19. März 2014 auf dem britischen Fernsehsender BBC Two zu sehen. Die deutschsprachige Erstausstrahlung sendete der deutsche Pay-TV-Sender 13th Street vom 28. November bis zum 12. Dezember 2014.
| Nr. (ges.) | Nr. (St.) | Deutscher Titel | Originaltitel | Erstausstrahlung UK | Deutschsprachige Erstausstrahlung (D) | Regie             | Drehbuch     |
| ---------- | --------- | --------------- | ------------- | ------------------- | ------------------------------------- | ----------------- | ------------ |
| 6          | 1         | Der Hinterhalt  | Episode 1     | 12. Feb. 2014       | 28. Nov. 2014                         | Douglas Mackinnon | Jed Mercurio |
| 7          | 2         | Carly           | Episode 2     | 19. Feb. 2014       | 28. Nov. 2014                         | Douglas Mackinnon | Jed Mercurio |
| 8          | 3         | Hinter Gittern  | Episode 3     | 26. Feb. 2014       | 5. Dez. 2014                          | Douglas Mackinnon | Jed Mercurio |
| 9          | 4         | Blutgeld        | Episode 4     | 5. März 2014        | 5. Dez. 2014                          | Daniel Nettheim   | Jed Mercurio |
| 10         | 5         | Letzte Worte    | Episode 5     | 12. März 2014       | 12. Dez. 2014                         | Daniel Nettheim   | Jed Mercurio |
| 11         | 6         | Der Caddy       | Episode 6     | 19. März 2014       | 12. Dez. 2014                         | Daniel Nettheim   | Jed Mercurio |

## Staffel 3
Die Erstausstrahlung der dritten Staffel war vom 24. März bis zum 28. April 2016 auf dem britischen Fernsehsender BBC Two zu sehen. Die deutschsprachige Erstausstrahlung sendete der deutsche Free-TV-Sender ZDF vom 9. Dezember 2016 bis zum 13. Januar 2017.
| Nr. (ges.) | Nr. (St.) | Deutscher Titel | Originaltitel     | Erstausstrahlung UK | Deutschsprachige Erstausstrahlung (D) | Regie           | Drehbuch     |
| ---------- | --------- | --------------- | ----------------- | ------------------- | ------------------------------------- | --------------- | ------------ |
| 12         | 1         | Monster         | Monsters          | 24. März 2016       | 8. Dez. 2016                          | Michael Keillor | Jed Mercurio |
| 13         | 2         | Der Prozess     | The Process       | 31. März 2016       | 15. Dez. 2016                         | Michael Keillor | Jed Mercurio |
| 14         | 3         | Schlangengrube  | Snake Pit         | 7. Apr. 2016        | 22. Dez. 2016                         | Michael Keillor | Jed Mercurio |
| 15         | 4         | Unter Druck     | Negative Pressure | 14. Apr. 2016       | 29. Dez. 2016                         | John Strickland | Jed Mercurio |
| 16         | 5         | Die Liste       | The List          | 21. Apr. 2016       | 5. Jan. 2017                          | John Strickland | Jed Mercurio |
| 17         | 6         | Enttarnt        | Breach            | 28. Apr. 2016       | 12. Jan. 2017                         | John Strickland | Jed Mercurio |

## Staffel 4
Die Erstausstrahlung der vierten Staffel war vom 26. März bis zum 30. April 2017 auf dem britischen Fernsehsender BBC One zu sehen. Die deutschsprachige Erstveröffentlichung fand am 1. September 2017 bei Amazon Video per Streaming statt.
| Nr. (ges.) | Nr. (St.) | Deutscher Titel          | Originaltitel | Erstausstrahlung UK | Deutschsprachige Erstausstrahlung (D/A) | Regie           | Drehbuch     |
| ---------- | --------- | ------------------------ | ------------- | ------------------- | --------------------------------------- | --------------- | ------------ |
| 18         | 1         | Im Schatten der Wahrheit | Episode 1     | 26. März 2017       | 1. Sep. 2017                            | Jed Mercurio    | Jed Mercurio |
| 19         | 2         | Wer Wind sät             | Episode 2     | 2. Apr. 2017        | 1. Sep. 2017                            | Jed Mercurio    | Jed Mercurio |
| 20         | 3         | In der Falle             | Episode 3     | 9. Apr. 2017        | 1. Sep. 2017                            | John Strickland | Jed Mercurio |
| 21         | 4         | Moralische Überlegenheit | Episode 4     | 16. Apr. 2017       | 1. Sep. 2017                            | John Strickland | Jed Mercurio |
| 22         | 5         | Lügennest                | Episode 5     | 23. Apr. 2017       | 1. Sep. 2017                            | John Strickland | Jed Mercurio |
| 23         | 6         | Königliches Jagdrevier   | Episode 6     | 30. Apr. 2017       | 1. Sep. 2017                            | John Strickland | Jed Mercurio |

## Staffel 5
| Nr. (ges.) | Nr. (St.) | Deutscher Titel     | Originaltitel | Erstausstrahlung UK | Deutschsprachige Erstausstrahlung (D/A) | Regie           | Drehbuch     |
| ---------- | --------- | ------------------- | ------------- | ------------------- | --------------------------------------- | --------------- | ------------ |
| 24         | 1         | Operation Pear Tree | Episode 1     | 31. März 2019       | 7. Dez. 2019                            | John Strickland | Jed Mercurio |
| 25         | 2         | Der Kopf der Medusa | Episode 2     | 7. Apr. 2019        | 7. Dez. 2019                            | John Strickland | Jed Mercurio |
| 26         | 3         | Code Zero           | Episode 3     | 14. Apr. 2019       | 14. Dez. 2019                           | John Strickland | Jed Mercurio |
| 27         | 4         | Der Verrat          | Episode 4     | 21. Apr. 2019       | 14. Dez. 2019                           | John Strickland | Jed Mercurio |
| 28         | 5         | Auf eigene Faust    | Episode 5     | 28. Apr. 2019       | 21. Dez. 2019                           | Sue Tully       | Jed Mercurio |
| 29         | 6         | Die Intrige         | Episode 6     | 5. Mai 2019         | 21. Dez. 2019                           | Sue Tully       | Jed Mercurio |

## Staffel 6
| Nr. (ges.) | Nr. (St.) | Deutscher Titel | Originaltitel | Erstausstrahlung UK | Deutschsprachige Erstausstrahlung (D/A) | Regie           | Drehbuch     |
| ---------- | --------- | --------------- | ------------- | ------------------- | --------------------------------------- | --------------- | ------------ |
| 30         | 1         | Falsche Fährte  | Episode 1     | 21. März 2021       | 1. Mai 2022                             | Daniel Nettheim | Jed Mercurio |
| 31         | 2         | Vertuschung     | Episode 2     | 28. März 2021       | 1. Mai 2022                             | Daniel Nettheim | Jed Mercurio |
| 32         | 3         | Loyalität       | Episode 3     | 4. Apr. 2021        | 1. Mai 2022                             | Gareth Bryn     | Jed Mercurio |
| 33         | 4         | Außer Kontrolle | Episode 4     | 11. Apr. 2021       | 1. Mai 2022                             | Gareth Bryn     | Jed Mercurio |
| 34         | 5         | Kates Plan      | Episode 5     | 18. Apr. 2021       | 1. Mai 2022                             | Jennie Darnell  | Jed Mercurio |
| 35         | 6         | Letzter Versuch | Episode 6     | 25. Apr. 2021       | 1. Mai 2022                             | Jennie Darnell  | Jed Mercurio |
| 36         | 7         | Nummer 4        | Episode 7     | 2. Mai 2021         | 1. Mai 2022                             | Jennie Darnell  | Jed Mercurio |